# 龍斯峰

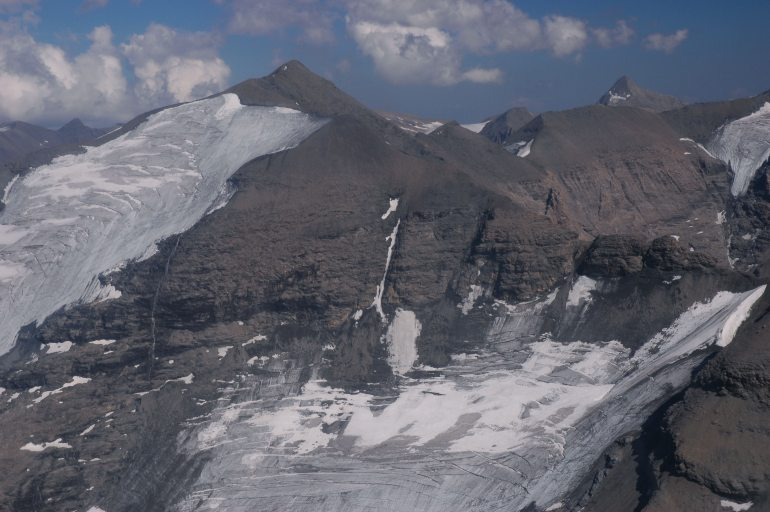

45°15′53″N 06°58′42″E / 45.26472°N 6.97833°E
龍斯峰（法語：Pointe de Ronce），是法國的山峰，位於該國東南部，由薩瓦省負責管轄，屬於格拉耶山的一部分，海拔高度3,612米，每年平均降雨量1,287毫米，人類在1784年7月15日首次登頂。